# Kadriorg
Kadriorg (magyarul: Katalin-völgy, vagy Katalin-árok, németül: Catherinenthal) városrész (asum) Tallinnban, annak Kesklinn (Városközpont) kerületében, a Tallinni-öböl mentén. Ott található az I. Péter orosz cár által építtetett Kadriorgi palota az azt körülvevő parkkal. Mellette helyezkedik el az Észt Elnöki Hivatal. Kadriorg ad helyet a tallinni Dalosmezőnek (Lauluväljak), ahol ötévente tartják a világ legnagyobb  amatőr dalfesztiválját, a  Laulupidut. Lakossága 2014-ben 4303 fő volt.

## Története
1710-ben került orosz uralom alá Észtország, amikor I. Péter orosz cár elfoglalta a svédektől. I. Péter 1714-ben vásárolt meg Tallinn mellett egy, a mai Lasnamäe városrészben található meredek mészkőszikláktól a tengerig terjedő területet a Drenteln családtól. Ott kezdett el 1718-ban felesége, I. Katalin számára egy nyári palotát és az azt körülvevő parkot építtetni. A területet I. Péter nevezte el Katalin után Katalin-völgynek (észtül: Kadriorg). 1722-ben 550 fát ültettek a palota parkjába. A palota 1925-re elkészült ugyan, de I. Péter halála miatt a parkot már nem fejezték be. Tallinni tartózkodásai során ezért egy 1714-ben vásárolt, a palota közelében található házban lakott.
A palota és a park ellenére a 18. században a terület nem volt vonzó, főleg szegényebb rétegek éltek a környéken. Kezdetben az építőmunkásoknak, majd később a személyzetnek építettek házakat. Az ott lakók többsége orosz volt és a terület inkább egy orosz falura emlékeztetett, melyet a népnyelv Szloboda néven ismert.
A terület az 1800-as éveke elején a tengerparti strand kialakulása és a part menti üdülők és villák megjelenése után kezdett fejlődni és vált egyre értékesebb városrésszé. 1832-ben I. Miklós három lánya töltötte a nyarat a Kadriorgi palotában, majd ezt követően a cári család rendszeresen nyaralt a palotában. Az 1800-as évek végére egyre népszerűbb üdülőhellyé vált. 1891-ben alakították ki a Tallinni-öböl partján futó fél km hosszúságú sétányt. 1880-ban Kadriorgban rendezték meg a harmadik észt dalfesztivált. 
1902-ben avatták fel a parti sétányon a Ruszalka-emlékművet, amely az orosz flotta 1893-ban viharban elsüllyedt Ruszalka monitorának állít emléket. Az 1900-as évek elején jelentős építkezések kezdődtek. 1904–1906 körül jelentek meg a fából épített lakóházak. Az 1930-as években art déco és funkcionalista irányzatot követő villák épültek ott. 1922–1926 között építették fel a Kadriorgi stadiont.